# Азербайджанський національний костюм

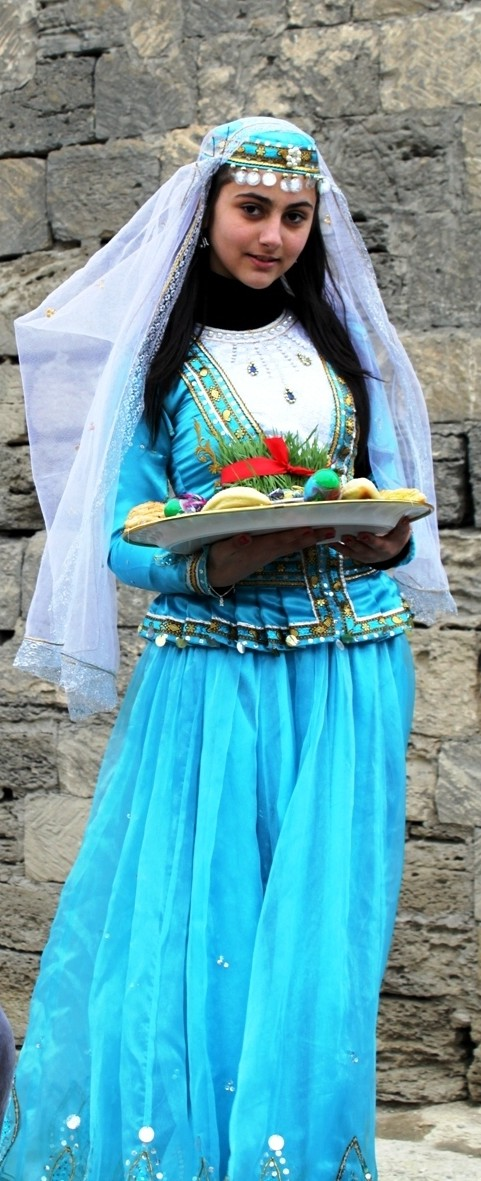
Азербайджанка в національному костюмі на святі Навруз в Баку

Азербайджанський національний костюм (азерб. Azərbaycan Milli geyimləri) відрізняється яскравістю, багате візерунками, деталі несуть символізм. Символом добробуту і щастя для азербайджанців є червоний колір. Слово «азер» перекладається з арабської як вогонь.

## Історія
Азербайджанський національний костюм несе в собі відбиток історії народу, багатої на злети й падіння. У розвитку культурної спадщини Азербайджану велику роль зіграли перські й тюркські народи.
Під час археологічних розкопок на території країни були знайдені речі, які свідчать про те, що одяг тут виготовляли ще три тисячі років до н. е. Знайдені золоті прикраси, бронзові голки, глиняний посуд у формі туфель свідчать про високий рівень розвитку культури й ремісництва того часу. У XVII столітті Ажербайджан був одним із провідних центрів виробництва шовку. На весь світ славилися шовкові хустки із дивовижними візерунками та інші речі.

## Традиційний жіночий костюм
До традиційного жіночого костюма кінця ХІХ  — початку ХХ століття входили: верхня й нижня сорочки, жупан, різного роду спідниці (шелте, джют-туман), штани (дарбалаг, джютбалаг), головні убори, чадра. В одязі жінок переважав витончений силует, що підкреслює фігуру. Святковий одяг шили зазвичай з шовку й оксамиту, прикрашали складною вишивкою й тасьмою золотого кольору, повсякденний — з льону, шерсті, ситцю.

### Верхня сорочка
Верхня сорочка («вуст кейнек») вільного крою, з рукавами, які біля основи плеча звужені, а донизу розширені. Зазвичай до пахв пришивався шматочок тканини іншого кольору. Сорочка одягається через голову й запинається одним ґудзиком під шиєю, обшивається тасьмою, а внизу пришиваються монети.
Поверх сорочки прийнято одягати жупани різних видів.
Кейнек — спідня тунікоподібна сорочка.

### Архалук
Архалук — один із видів жупанів, який одягається поверх сорочки, щільно облягає тіло. Рукави трохи нижче ліктя, стоячий комір, нижня частина має поділ з плісированими складками. Розрізняють повсякденні, з дешевої тканини, з меншою кількістю прикрас, і святкові архалуки. Поверх архалука носять пояс.

### Чепкен
Чепкен — жупан із довгими рукавами, які закінчуються нарукавниками. Часто до нарукавників пришивали ґудзики. Для пошиття чепкенів використовували оксамит, шовк.
За кольором і стилем одягу можна судити про сімейний стан і вік жінки. Дівчата зазвичай зупиняли свій вибір на чепкенах яскраво червоного, зеленого або синього кольору. Старші і одружені жінки носять вбрання спокійніших фасонів і тонів.
У деяких регіонах носили леббаде — одяг з рукавами і вирізами під пахвою.

### Жіночі головні убори
Жіночі головні убори — це тюбетейка і шовкові хустки, чадра для перебування в людному місці. Кялагаі — невелика шовкова хустинка, яку пов'язували поверх шапочки.

### Взуття
Башмаг — туфлі з гострими загнутими догори носами, які одягали на шкарпетки з яскравим орнаментом (джораб).

### Аксесуари
У повний комплект входять й аксесуари: пояси, сережки, кільця, нагрудні і головні прикраси, браслети. Арпа — намисто у вигляді довгого ячменю, чутгу — парчевий вузький чохол, у який ховали заплетене волосся.

## Чоловічий національний одяг
Чоловічий національний одяг набагато простіший, ніж жіночий. Традиційний костюм складається з шароварів (штанів), чухи, архалука, а також з верхньої сорочки, яка застібається на петлю. Цей одяг призначений підкреслювати маскулінність, досить вільний, не сковує рухів. Верхній одяг шиють із сукна і кашемірової тканини, а для сорочок використовується виключно сатин або атлас. Сьогодні такий одяг носить старше покоління, а молодь воліє вибирати одяг, що поєднує сучасні тенденції з історією азербайджанського народу.